# Dolac (Kraljevo)
Dolac (Servisch cyrillisch Долац) is een plaats in de Servische gemeente Kraljevo. De plaats telt 198 inwoners (2002).